# Blizzard North
Blizzard North byla vývojářská firma na počítačové hry. Původně toto studio sídlilo v Redwood City, poté se přestěhovalo do San Matea. Samotný Blizzard Entertainment sídlí v Irvine (jižní Kalifornie).

## Historie
Blizzard North bylo původně nezávislé studio. V roce 1993 ho založili Max Schaefer, Erich Schaefer a David Brevik pod jménem Condor. Bylo však koupeno Blizzardem zhruba půl roku před tím, než vydalo svůj hit, hru Diablo. Diablo bylo nesmírně úspěšné a jeho pokračování, Diablo II z roku 2000, ještě úspěšnější. Pro Diablo II vydalo o rok později datadisk Diablo II: Lord of Destruction.
Do června 2003 začali práce na dvou dalších hrách, ale 30. června 2003 několik klíčových zaměstnanců Blizzard North opustilo, aby založili nové společnosti Flagship Studios (sem odešlo 8 zaměstnanců) a Castaway Entertainment (sem odešlo 9 zaměstnanců). Odchod zaměstnanců z Blizzard North pokračoval, celkem odešlo 30 zaměstnanců.
Odchody byly způsobeny spory s vlastníkem samotného Blizzardu, společností Vivendi a také z důvodu touhy po změně. Odchody měly za následek zrušení jedné ze dvou vyvíjených her. Blizzard Entertainment tuto hru později označoval za hru ve stylu Blizzard North.
1. srpna 2005 Blizzard Entertainment ohlásil uzavření Blizzard North. Klíčovým důvodem byla nízká kvalita vyvíjeného Diabla III, které nedosahovalo kvalit očekávaných od Vivendi. Z bývalých zaměstnanců Blizzard North se několik objevilo mezi tvůrci další hry Blizzardu, World of Warcraft: The Burning Crusade. Byli to Joseph Lawrence, Wyatt Cheng, Matt Uelmen. Další bývalý zaměstnanec Blizzard North, Phroilan Gardner, pracoval na karetní hře World of Warcraft.
Další zaměstnanci, Eric Sexton, Michio Okamura a Steven Woo, založili novou společnost, Hyboreal Games.
Společnost zanikla v roce 2005.

## Hry

### Jako Condor
- Justice League Task Force (1995)

### Jako Blizzard North
- Diablo (1996) – akční RPG
- Diablo II (2000) – akční RPG
- Diablo II: Lord of Destruction (2001) – datadisk